# Тепчегорський Григорій Павлович
Григо́рій Па́влович Тепчего́рський  (кінець 17 — початок 18 століття) — гравер на міді, маляр та поет, родом з України.
Перша згадка у джерелах про нього була в 1696 році. У 1697 — 1718 роках працював у Москві, де згодом в усіх російських словниках митців та граверів він фігурує під прізвищем «Павлов». Деякі дослідники зазначають, що Григорій Тепчегорський навчався у відомого голандського гравера Пітера Пікарта і жив у Амстердамі.
Відомо про близько 40 гравюр, які своєю манерою, стилем та формою належать до київської школи граверів кінця 17 століття. До особливо цінних робіт Тепчегорського належать ілюстрації до підручника «Артилерії» Брінка 1701 року, виданого в 1710 році у Москві. Також визначними є гравюри до «Лицевої Біблії», 8 гравюр із зображенням царів і Богоматері, 16 гравюр до підручника архітектури Віньоли 1712 року, 12 віньєток до календаря 1713—1714 роки, портрети Д. Кантеміра та ін. Тепчегорський мав вплив на творчість російських граверів, зокрема на Олексія й Івана Зубових. Часто супроводжував гравюри віршами на біблійні теми. Зокрема створив віршований акафіст, присвячений царевичу Олексієві Петровичу (див. Житіє Олексія, чоловіка Божого).